# Baldingen
Baldingen es una comuna suiza del cantón de Argovia, situada en el distrito de Zurzach. Limita al norte con la comuna de Rekingen, al este con Böbikon, al sur con Lengnau y Endingen, y al oeste con Tegerfelden.

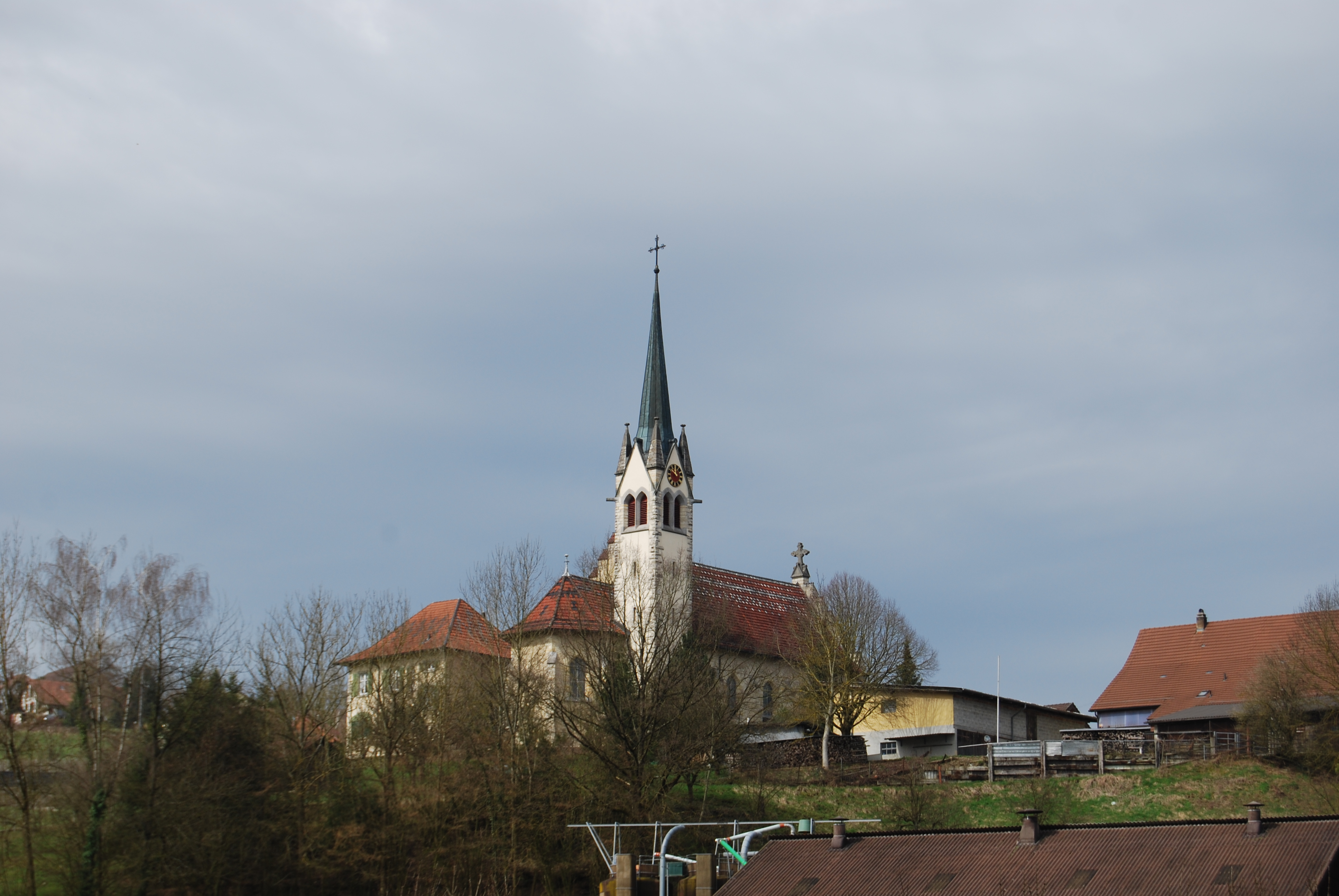
Baldingen